# Wendling (Górna Austria)
Wendling – miejscowość i gmina w Austrii, w kraju związkowym Górna Austria, w powiecie Grieskirchen. Liczy 826 mieszkańców.